# D'AZUR
『D'AZUR』（音：“ダジュール”）是藍井艾露第3張原創專輯。於2015年6月24日由SME Records唱片公司發行。

## 概要
自藍井艾露上一首的原創專輯『AUBE』一年半之後發行的專輯。標題再一次以藍色為主題，本人稱「D'AZUR」源於法語「〜OF BLUE」之意，是一個與大家所創造的世界，因此「D'AZUR」有「你和我創造的藍色」的意思。而專輯的特色是觸及了新流派的作品，保持著原有直接的高音並略帶硬朗的聲音所表達。

發售類型分為：初回生産限定盤A（SECL-1714/15）・初回生産限定盤B（SECL-1716/17）與 通常盤（SECL-1718）三種。初回生産限定版均包括藍光光盤和DVD，包括專輯中的歌曲「IGNITE」、「相繫的思緒」、「GENESIS」、「青金寶石」及「シンシアの光」等 MV及影像。

## 樂曲
專輯第一首歌曲《awakening（覺醒）》由原樂隊的支援成員 篤志 所作的歌曲。在制作過程中，快速的曲調節奏，帶有一種數碼感的神秘之餘，同時亦有著一種宏大感，並帶著興奮和緊張的感覺承接下一首振奮的歌曲「IGNITE」。
第四首歌曲《ゆらり（搖曳）》是一首適合於夏季的摇滾樂。據本人介紹，這首歌是以客觀的角度演繹悲傷的歌，以新的形式表達傷感的歌詞。
第五首歌曲《シンシアの光（月神之光）》是PlayStation 3 & PlayStation Vita的平台遊戲「刀劍神域 Lost Song」的主題曲，這首歌是由樂隊成員 新井弘毅 所作的。標題中的「シンシア（Cynthia）」是月神之名，歌曲大意為「相信著以月神所發出的光芒，使人走向光明、向前邁進。」，同時以振奮的搖滾方式表達。
第六首歌曲《Quit》是一首充滿著強烈數碼感的搖滾歌曲。據本人介紹，這首歌中帶漂浮感的歌詞，是她本人很久以來一直想嘗试的風格，以表達出晃動感。
第七首歌曲《Bright Future》是由本人作詞及樂隊成員 黒須克彦 創作的歌曲。這首歌曲加入了樂隊成員的合唱，表達出團結與希望的感覺，就如以自豪的態度給大家指路，走向光輝未來的應援曲。
第八首歌曲《JUMP!!!》是一首充滿開放、令人振奮的歌曲。
第九首歌曲《幻影》是一首獨特的搖滾樂曲。據本人介紹，這首歌參考了朋克樂隊GOING STEADY和10-FEET等的風格，以圖像化後再寫出歌詞的形式創作的曲。
第十首歌曲《ずっとそばで（一直在身邊）》是一首被柔和的氣氛包裹的歌曲。這首歌帶有母性的感覺，被擁抱著的親切感。
第十三首歌曲《青の世界》是一首美麗的民謠。據本人介紹，歌詞中「藍色的世界就如一個善良的地方，你總是可以回來」，歌曲起初由只是鋼琴的聲音，悲傷與屈折的氣氛，隨後再慢慢擴展成宏大的世界，把聲音的廣闊度不斷延展的歌曲。
最後一首額外曲翻唱自 相川七瀨 的名曲《BREAK OUT!》，以輕狂的風格再次帶來震撼感。

## 收録内容
CD
| 曲序 | 曲目                           | 作詞          | 作曲       | 編曲                 | 時長 | 備注                                       |
| ---- | ------------------------------ | ------------- | ---------- | -------------------- | ---- | ------------------------------------------ |
| 1.   | 《awakening》（覺醒）          | ／            | 篤志       | 篤志                 | 1:06 |                                            |
| 2.   | 《IGNITE》                     | Eir, 小川智之 | 小川智之   | Saku                 | 4:04 | 電視動畫『刀劍神域 幽靈子彈篇』片頭曲      |
| 3.   | 《青金寶石》                   | Eir, 加藤裕介 | 加藤裕介   | 加藤裕介             | 3:58 | 電視動畫『亞爾斯蘭戰記』片頭曲之一         |
| 4.   | 《ゆらり》（搖曳）             | 安田貴広      | 安田貴広   | 安田貴広             | 3:53 |                                            |
| 5.   | 《シンシアの光》（月神之光）   | 新井弘毅      | 新井弘毅   | 新井弘毅             | 4:17 | 遊戲「刀劍神域 Lost Song」的主題曲         |
| 6.   | 《Quit》                       | 篤志          | 篤志       | 篤志                 | 4:14 |                                            |
| 7.   | 《Bright Future》              | Eir           | 黒須克彦   | 黒須克彦             | 4:56 |                                            |
| 8.   | 《JUMP!!!》                    | Eir           | 増谷賢     | 増谷賢               | 4:26 |                                            |
| 9.   | 《幻影》                       | Eir、大塚利恵 | 津波幸平   | 津波幸平             | 4:08 |                                            |
| 10.  | 《ずっとそばで》（一直在身邊） | Eir、Saku     | Saku       | Saku                 | 3:58 |                                            |
| 11.  | 《GENESIS》                    | 唐澤美帆      | 丸山真由子 | 佐藤あつし, 清水武仁 | 4:38 | 電視動畫『ALDNOAH.ZERO』第二季的片尾曲之一 |
| 12.  | 《相繫的思緒》                 | Eir           | Eir        | 水木峻、石塚英一朗   | 4:25 | 日本綜藝節目 《ランク王國》 10・11月主題曲 |
| 13.  | 《青の世界》                   | Eir           | 重永亮介   | 重永亮介             | 6:00 |                                            |
| 14.  | 《BREAK OUT!》[Bonus Track]    | Eir           | 織田哲郎   | 篤志                 | 4:14 | 重新編曲並翻唱自 相川七瀨 的歌曲           |

| BD（初回生産限定盤影像） | BD（初回生産限定盤影像）      |
| 曲序                     | 曲目                          |
| ------------------------ | ----------------------------- |
| 1.                       | IGNITE（Music Video）         |
| 2.                       | ツナガルオモイ（Music Video） |
| 3.                       | GENESIS（Music Video）        |
| 4.                       | ラピスラズリ（Music Video）   |
| 5.                       | シンシアの光（Music Video）   |
| 6.                       | Making of 「D'AZUR」          |

## 成績
於第一周售出26,000份，並在Oricon排行榜上排名第四,創下了其職業生涯中最大的第一周銷量。其後，銷量連續 15 週增長，最高達至49,000份。
| D'AZUR（2015年） | 最高排行榜 |
| ---------------- | ---------- |
| oricon           | 4          |

## 外部連結
- 日本索尼音樂
  - 初回生産限定盤A （页面存档备份，存于）
  - 初回生産限定盤B （页面存档备份，存于）
  - 通常盤 （页面存档备份，存于）
- 藍井艾露「D'AZUR」專頁
  - アルバム「D'AZUR」詳細 （页面存档备份，存于）
- YouTube上的D'AZUR播放列表